# Franz Josef Strohmeier
Franz Josef Strohmeier (* 5. März 1978 in Straubing) ist ein deutscher Schauspieler und Kabarettist.

## Leben

### Ausbildung und Anfänge
Franz Josef Strohmeier absolvierte nach seinem Fachabitur und Zivildienst (1997/98), den er in einem Altenheim ableistete, zunächst eine dreijährige Ausbildung zum Krankenpfleger am Uni-Klinikum München in Großhadern. Bis zur Aufnahme an der Schauspielschule arbeitete er anschließend als Krankenpfleger am Krankenhaus der Barmherzigen Schwestern in Wien.
Von 2002 bis April 2006 absolvierte er mit Diplom sein Schauspielstudium an der Folkwang Universität der Künste in Essen. Während dieser Ausbildung hatte er bereits Engagements bei den Ruhrfestspielen Recklinghausen, am Globe Theatre in Neuss (2003), am Schauspielhaus Düsseldorf (Spielzeit 2004/05, als Tobias von Rülp in Was ihr wollt) und am Schauspiel Essen (2006, als Erich in der ursprünglichen Fassbinder-Rolle, in Katzelmacher, Regie: Werner Wölbern).
2003 trat er am „Theater Impuls“ in seiner Heimatstadt Straubing als Mariedl in Werner Schwabs Bühnenstück Die Präsidentinnen auf. Hierfür wurde er 2004 mit dem Kulturförderpreis der Stadt Straubing als „Bester Nachwuchs-Künstler“ im Bereich „Schauspiel“ ausgezeichnet.

### Theaterengagements
Ab der Spielzeit 2006/07 war Strohmeier unter der Intendantin Anna Badora für vier Spielzeiten bis 2010 festes Ensemblemitglied am Schauspielhaus Graz. Strohmeier trat dort in unterschiedlichsten Rollen auf und spielte fortan u. a. als Partner von Peter Simonischek und Udo Samel. Er hatte Hauptrollen, u. a. als Freder in der Bühnenfassung von Fritz Langs Metropolis (Spielzeit 2009/10, Regie: Claudia Bauer) und in Daniel Glattauers Stück Gut gegen Nordwind (2008–2010). Weitere Bühnenrollen Strohmeiers waren Oliver in Wie es euch gefällt (Spielzeit 2007/08, Regie: Anna Badora), Gottschalk in Das Käthchen von Heilbronn (Spielzeit 2007/08, Regie: Georg Schmiedleitner), Herzog von Albany in König Lear (Spielzeit 2008/09, Regie: Peter Konwitschny), der Hofmarschall von Kalb in Kabale und Liebe (Spielzeit 2009/10, Regie: Christina Rast), insbesondere aber auch die Titelrolle in der Nestroy-Posse Der Zerrissene.
In der Spielzeit 2008/09 gastierte er als Carl am Residenztheater München in Sarah Kanes Theaterstück Gesäubert. 2010 ging Strohmeier an das Hessische Staatstheater Kassel, dem er bis 2016 als festes Ensemblemitglied angehörte. Er spielte dort u. a. Sascha in Der Marquis von Keith (2010, Regie: Patrick Schlösser), Max in Anatol (Spielzeit 2012/13, Regie: Marco Stormann), den Pastor Hale in Hexenjagd (2012–2014, Regie: Patrick Schlösser), Camille in Floh im Ohr von Georges Feydeau (Spielzeit 2014/15, Regie: Markus Dietz), den Baron in Nachtasyl (Spielzeit 2015/16, Regie: Markus Dietz), wieder den Hofmarschall von Kalb (2015–2017, Regie: Markus Dietz) und die Hauptrolle des angeklagten Piloten Lars Koch in Ferdinand von Schirachs Theaterstück Terror (Premiere: Spielzeit 2015/16, Regie: Patrick Schlösser).
Am Staatstheater Kassel arbeitete er außerdem mit den Regisseuren Volker Schmalöer, Sonja Trebes, Schirin Khodadadian und Sebastian Schug zusammen. Strohmeier trat am Staatstheater Kassel auch mit eigenen Solo-Abenden auf, u. a. mit dem Stück Der Kontrabass, sowie den Programmen „Karl Valentin“, „Georg Queri“, „Bartsch – Kindermörder“ und „Ludwig Thoma“.
Nach seiner Rückkehr nach Bayern ist Strohmeier seit 2016 als freiberuflicher Schauspieler tätig; mit Stückverträgen ist er weiterhin als Gast am Staatstheater Kassel engagiert. 2016 trat er bei den Luisenburg-Festspielen auf; dort spielte er u. a. den Knecht Jo im Volksstück Der verkaufte Großvater unter der Regie des damaligen Festspiel-Intendanten Michael Lerchenberg. 2017 war er als Gast in der Hauptrolle Jesko Drescher in  Thomas Melles Bühnenstück Bilder von Uns am Theater Regensburg zu sehen.
2019 gastierte Strohmeier bei den Kreuzgangspielen Feuchtwangen in der Rolle des BärenJoseph in dem Stück Geierwally. Für seine Darstellung der Rolle von John Belushi in der Musicalkomödie Blues Brothers am Grenzlandtheater Aachen erhielt er 2023 den Kurt Sieder-Preis der Stadt Aachen. In der Spielzeit 2023/24 debütierte Strohmeier an der Bayerischen Staatsoper München in einer Neuinszenierung der Operette Die Fledermaus (Regie: Barrie Kosky) in der Sprechrolle des Gerichtsdieners Frosch.

### Kabarett
Strohmeier ist Autor, Darsteller und Moderator einer eigenen Late-Night-Show für das Theater, mit dem Titel „Strohmeiers“. Die Show, bei der live und in Video-Einspielungen teilweise auch Prominente aus Kultur und Politik mitwirkten, gilt mittlerweile als „Kult“-Spektakel. Franz Josef Strohmeier tritt regelmäßig mit dem Süskind’schen Kontrabass sowie mit eigenen literarischen und kabarettistischen Programmen im deutschsprachigen Raum auf. 2020 war das Monodrama Der Kontrabass in Strohmeiers Darstellung weltweit erstmals als Internet-Streaming live online zu sehen.
Er ist außerdem als Schauspiel-Coach tätig und leitet Workshops für junge Nachwuchsdarsteller und für am Theater interessierte Jugendliche.

### Film und Fernsehen
Strohmeier, der auch für Film und Fernsehen tätig ist, stand u. a. im Sommer 2017 für den im November 2017 erstausgestrahlten ZDF-Fernsehfilm Ein Sommer im Allgäu aus der ZDF-Herzkino-Reihe „Ein Sommer in …“ vor der Kamera, in der er den Sportsponsor Ralf Brucker, der den Werbevertrag mit der querschnittgelähmten ehemaligen Extremkletterin (Jennifer Ulrich) aufkündigt, verkörperte.
Im Februar 2018 war Strohmeier in der vierteiligen ZDF-Fernsehserie Über Land szenenreich an der Seite von Franz Xaver Kroetz in einer Episodenhauptrolle als Jungbauer Sepp Brenner, der den Kampf gegen einflussreiche Investoren aufnimmt, zu sehen. In der 19. Staffel der ZDF-Serie Die Rosenheim-Cops (2020) übernahm Strohmeier eine der Episodenrollen als tatver dächtiger Gastwirt Johann „Johnny“ Kraus. In der Vorabendserie Hubert ohne Staller (2019) spielte er an der Seite von Christine Prayon den Modelleisenbahnliebhaber und Ehemann Heiko Krummbichler.
Als regelmäßiger Gast ist er bei den BR-Brettl-Spitzen zu sehen.

### Privates
Strohmeier, der neben Hochdeutsch und seinem heimatlichen Bairisch auch Österreichisch beherrscht, lebt in München.

## Filmografie (Auswahl)
- 2013: Last Day (Kurzfilm)
- 2017: Ein Sommer im Allgäu (Fernsehreihe)
- 2018: Über Land: Ein Bauer im Anzug (Fernsehserie)
- 2019: Hubert ohne Staller: Ein kuscheliger Mord (Fernsehserie, eine Folge)
- 2020: Die Rosenheim-Cops: Beichte eines Toten (Fernsehserie, eine Folge)
- 2021/2022/2023: Brettl-Spitzen – Die Volkssänger-Revue (u. a. Folge: XVII, XXII, XXV)